# Avatsjabaai
De Avatsjabaai (Russisch: Авачинская губа; Avatsjinskaja goeba) is de op een na grootste baai ter wereld op het schiereiland Kamtsjatka.

## Ligging
De baai ligt aan de Grote Oceaan aan de zuidoostelijke kust van het Russische Kamtsjatka in het Russische Verre Oosten. De lengte bedraagt 24 kilometer en de breedte bij de monding is 3 kilometer. De baai is tot 26 meter diep en bevriest in de winter. De Avatsjabaai is gemarkeerd met een aantal vuurtorens.
De rivieren Avatsja en Paratoenka stromen in de baai en de steden Petropavlovsk-Kamtsjatski en Viljoetsjinsk liggen aan de baai. Het is ook een van de belangrijkste bases van de Pacifische Vloot.
Rond de Avatsjabaai liggen:
- Ten oosten de Beringzee
- Ten noorden de Avatsjinskaja Sopka en Korjakskaja Sopka
- Ten zuiden onder andere de Goreljaja Sopka en Moetnovskaja Sopka
- Petropavlovsk-Kamtsjatki ligt direct ten noorden van de Baai

Het symbool van de baai wordt gevormd door Tri Brata, drie rotsen die omhoog steken uit de zee aan de monding van de baai.

## Milieuramp
In oktober 2020 werd melding gemaakt van ernstige vervuiling van de baai en in de directe omgeving. De eerste indicatie was het aanspoelen van vele dode zeedieren op de stranden. Het zeewater had een onnatuurlijke kleur en surfers maakten melding van overgeven, koorts, gezwollen oogleden en huidirritaties na contact met het zeewater. De eerste klachten van surfers werden al drie weken eerder gemeld. Duikers hebben de zeebodem van de baai bekeken en troffen daar extreem veel resten aan van dode zeedieren. Milieuorganisatie Greenpeace spreekt van een ecologische ramp. Uit proeven is gebleken dat het zeewater veel olieresten en 2,5x meer van het giftige fenol bevat dan normaal.